# Ивановское сельское поселение (Тетюшский район)
Ивановское сельское поселение — упразднённое муниципальное образование в составе в Тетюшском районе Татарстана.
Вошло в состав Урюмского сельского поселения.

## Административное деление
В состав поселения входили 3 населённых пункта:
- сёла: Пролей-Каша, Кашка.
- деревня: Ивановка.